# Procladius clavus
Procladius clavus är en tvåvingeart som beskrevs av Roback 1971. Procladius clavus ingår i släktet Procladius och familjen fjädermyggor. Inga underarter finns listade i Catalogue of Life.